# Godovikovite
La godovikovite è un minerale.